# 絵因果経

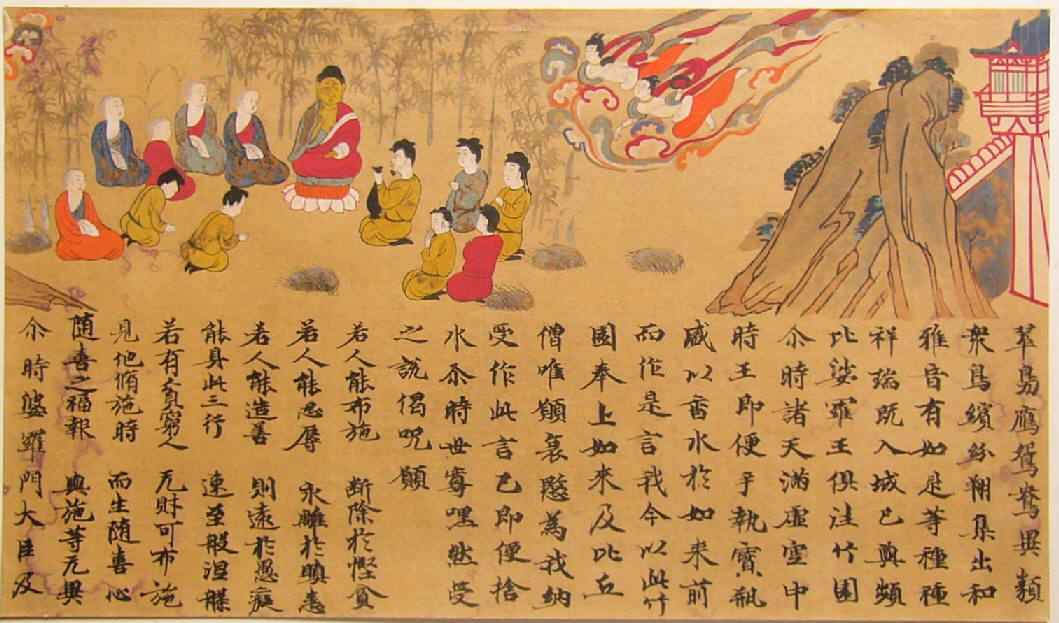
東京芸術大学本（部分）

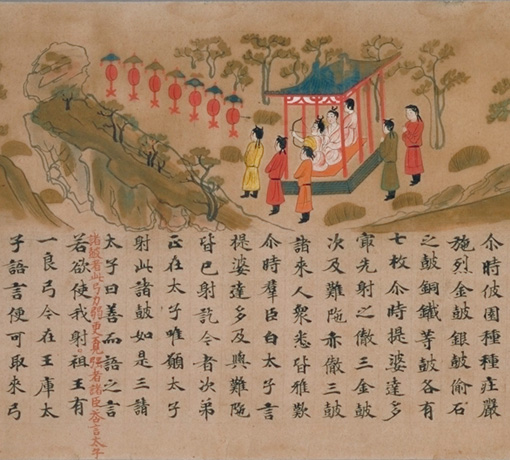
上品蓮台寺本（部分）

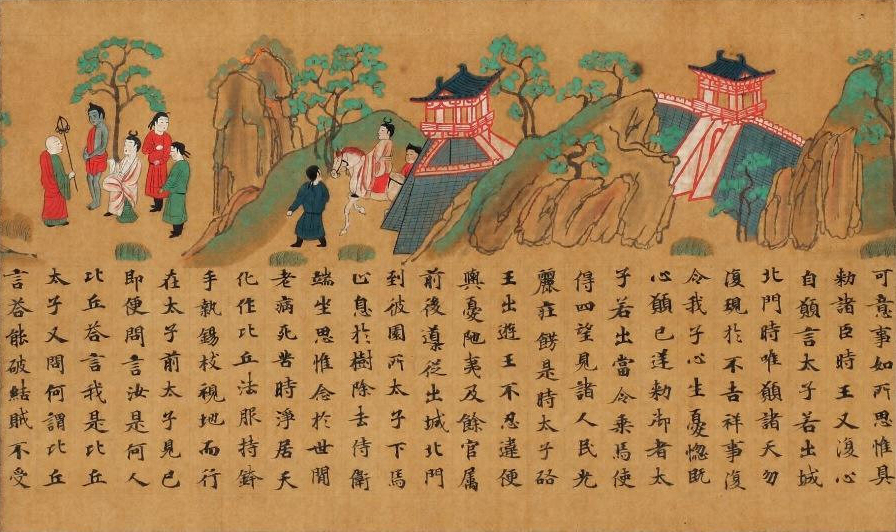
上品蓮台寺本断簡（大原美術館蔵）

絵因果経（えいんがきょう）は仏伝経典の代表的なものの1つである『過去現在因果経』の写本の一種で、巻子本の下段に経文を書写し、上段に経文の内容を説明した絵画を描いたもので、日本において平安時代以降盛行する絵巻物の原初的形態とみなされている。

## 概要
『過去現在因果経』（求那跋陀羅訳、4巻）は、釈迦の前世における善行から現世で悟りを開くまでの伝記を説いた経典である。本経によれば、釈迦は過去生において善慧仙人として善行を積んでいたところ、普光如来から将来成仏することを予言され、忉利天に上った。そうした前世の因縁により、釈迦が忉利天から現世に出生し、修行を積み成道するまでの過程を述べたのが本経である。この経文に絵を描き加えて、釈迦の生涯と前世の物語（本生譚）を分かりやすく伝える手段として作成されたのが絵因果経である。絵因果経の遺品には奈良時代制作のものと、同様の形式で平安時代以降に制作されたものとがある。前者を「古因果経」といい、遺品の少ない奈良時代絵画の研究上、重要な資料とされている。巻子本の下段に経文を書写し、上段にそれを絵解きした絵画を描く形式は中国にその源流がある。古因果経の画風の元となったのは中国の初唐（7世紀）頃の画風と推定されるが、中国には同種の遺品は現存しない。巻子本の下部に経文を書写し、上部に内容を絵解きした絵画を添える形式の遺品としては、敦煌将来の『観音経』（フランス国立図書館蔵）がある。

## 伝本
奈良時代の作例としては下記の5種が知られる。『過去現在因果経』は全4巻の経典であるが、絵因果経の場合は、各巻を「上・下」に分けた計8巻となっている。ただし、以下の奈良時代の諸本はいずれも1巻のみの残巻である。また、以下の諸本はそれぞれ画風や経文の書風が微妙に異なっており、別々のセットから1巻だけが残ったものと思われる。
- 京都・上品蓮台寺本（国宝、巻第二上） - 巻頭に「薬師寺」印がある。完本ではなく、巻末部分を欠失する。大原美術館本（24行、重要文化財）、奈良国立博物館本（62行、重要文化財）は上品蓮台寺本の欠失部分にあたる断簡である。
- 京都・醍醐寺（報恩院）本（国宝、巻第三上） - 巻三上の全体を残す完本。
- 旧益田家本（巻第四上） - 巻第四上のうち10紙分が残っていたことから、「益田家十紙本」と通称される。MOA美術館に84行分（重要文化財）が残るほか、五島美術館（24行）、東京国立博物館（18行）、米国の個人コレクション（10行）、MIHO MUSEUM（25行）などに断簡として分蔵されている。
- 東京芸術大学本（国宝、巻第四下） - 巻頭に興福寺伝法院伝来を意味する「興福伝法」印がある。上品蓮台寺本、醍醐寺本よりはやや年代の下る作品とみなされている。本巻の一部は断簡として湯木美術館（15行、掛幅装）、五島美術館（5行、写経手鑑「染紙帖」所収）、MOA美術館（4行、手鑑「翰墨城」所収）等に所蔵される。
- 東京・出光美術館本（重要文化財、巻第三上） - 益田家旧蔵だが、上記「益田家十紙本」とは別本。巻三上の全体を残す完本である。巻頭に「興福伝法」印があるが、上記芸大本とは別本である。

平安時代以降の作例としては以下のものが知られる。
- 愛知・聖徳寺本（重要文化財） - 巻第二上の断簡。平安時代後期作。絵は彩色でなく白描（線描本位の墨画）である。
- 根津美術館・大東急記念文庫本（各重要文化財） - 根津本は巻第二下、大東急記念文庫本は巻第三下。建長6年（1254年）、慶忍と聖衆丸の作。
- 旧松永家本 - 福岡市美術館蔵。巻第三上。鎌倉時代。
- 旧勝利寺本 - 巻第三上。鎌倉時代。断簡として各所に分蔵される。

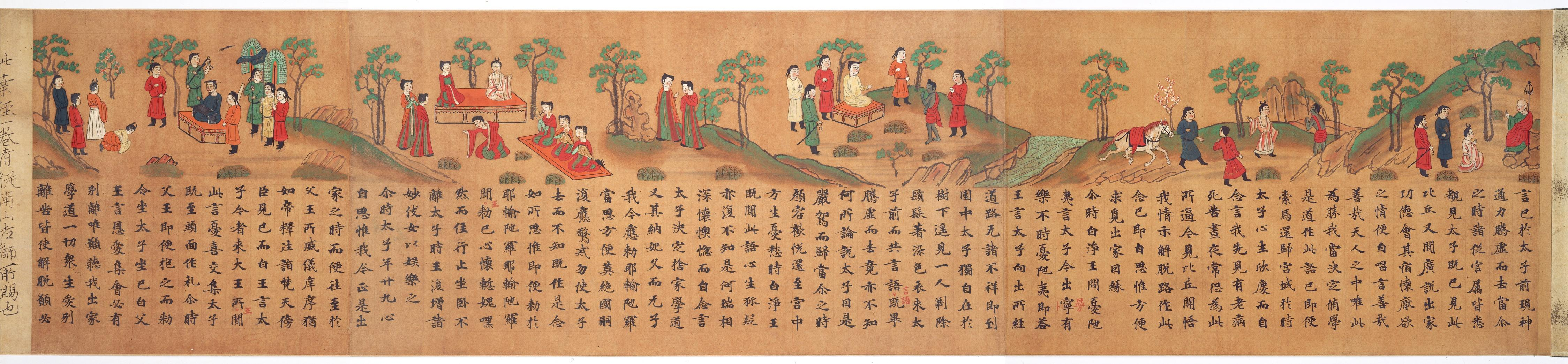
奈良国立博物館本（上品蓮台寺本断簡）

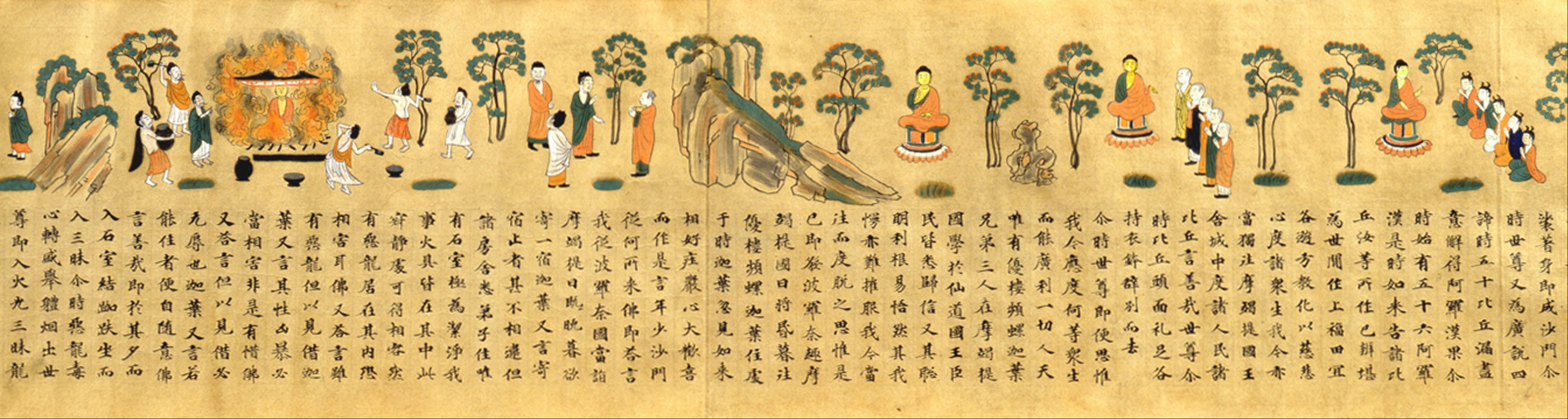
MOA美術館本（旧益田家本断簡）